# Greenfield (Missouri)
Greenfield település az Amerikai Egyesült Államok Missouri államában, Dade megyében, melynek megyeszékhelye is. Lakosainak száma 1220 fő (2020. április 1.).

## Népesség
A település népességének változása:

| 2010 | 1 371 |
| 2020 | 1 220 |